# Jaroslav Machovec
Jaroslav Machovec (* 5. září 1986 Rakovník) je slovenský fotbalový obránce, od září 2017 hráč klubu FC Nitra. Mimo Slovensko působil na klubové úrovni v Polsku, Izraeli, Česku a na Kypru.

## Klubová kariéra
Svoji fotbalovou kariéru začal v týmu FC Nitra. Prošel zde všemi mládežnickými kategoriemi a v roce 2007 se propracoval do prvního týmu. V létě 2008 poprvé okusil zahraniční angažmá, upsal se kyperskému Ayia Napa FC. Po půl roce opět změnil dres a zamířil do Polska, uzavřel zde smlouvu s Odra Wodzisław Śląski. Před ročníkem 2009/10 se uspal izraelskému týmu Ahva Arraba FC. Poté se vrátil na Slovensko, nejprve nastupoval za klub FC Petržalka 1898 a následně za FC Spartak Trnava. V průběhu podzimní části sezony 2011/12 odešel na hostování do klubu SK Dynamo České Budějovice. V létě 2012 do týmu přestoupil. V mužstvu hrál první i druhou ligu. 4. 6. 2015 vstřelil v přímém souboji s týmem FC MAS Táborsko o postup do 1. české ligy hattrick, výrazně tak přispěl k vítězství Budějovic 6:0 a po roce k návratu z druhé ligy do elitní ligové soutěže na úkor právě Táborska. Celkově se v sezóně 2013/14 stal s 10 góly nejlepším střelcem mezi obránci.[zdroj?] V září 2015 odešel do FC Baník Ostrava.
V lednu 2016 se stal hráčem slovenského klubu TJ Spartak Myjava. Podepsal zde smlouvu do konce ročníku 2016/17 s opcí. Po odhlášení A-týmu Myjavy z nejvyšší slovenské ligy v zimní přestávce ročníku 2016/17 se stal volným hráčem.
Poté absolvoval část zimní přípravy ve druholigovém slovenském týmu FC Nitra, následně byl na testech v několika zahraničních klubech (z Polska a Kazachstánu) a ve ViOnu Zlaté Moravce. Nakonec zakotvil v březnu 2017 v polském druholigovém klubu GKS Tychy, kde podepsal smlouvu do konce sezóny a setkal se zde s krajanem Markem Igazem. V září 2017 se vrátil na Slovensko do klubu FC Nitra, kde začínal s profesionální kopanou.